# Lindmania
Lindmania är ett släkte av gräsväxter. Lindmania ingår i familjen Bromeliaceae.

## Dottertaxa tillLindmania, i alfabetisk ordning[1]
- Lindmania arachnoidea
- Lindmania argentea
- Lindmania atrorosea
- Lindmania aurea
- Lindmania brachyphylla
- Lindmania candelabriforma
- Lindmania cylindrostachya
- Lindmania dendritica
- Lindmania dyckioides
- Lindmania geniculata
- Lindmania gracillima
- Lindmania guianensis
- Lindmania holstii
- Lindmania huberi
- Lindmania imitans
- Lindmania lateralis
- Lindmania longipes
- Lindmania maguirei
- Lindmania marahuacae
- Lindmania minor
- Lindmania navioides
- Lindmania nubigena
- Lindmania oliva-estevae
- Lindmania phelpsiae
- Lindmania piresii
- Lindmania riparia
- Lindmania saxicola
- Lindmania serrulata
- Lindmania smithiana
- Lindmania stenophylla
- Lindmania steyermarkii
- Lindmania subsimplex
- Lindmania thyrsoidea
- Lindmania tillandsioides
- Lindmania vinotincta
- Lindmania wurdackii